# Estadio Springfield
El Estadio Springfield (en 
inglés: Springfield Stadium) es un estadio de usos múltiples ubicado en Saint Helier, en la dependencia de la corona británica de Jersey, situado en un parque público. La zona de pradera en la que el espacio de exposición fue presentada ganó el nombre de Springfield del hidrónimo vernáculo. El terreno colinda con Le Grand Douet y Rouge Bouillon (ortografía moderna en Jèrriais: Rouoge Bouoillon: resorte rojo), y se han inundado con regularidad. Inundaciones significativas se registraron en 1881, 1977 y 1980.